# Brødre (dokumentarfilm)
 For alternative betydninger, se Brødre (flertydig). (Se også artikler, som begynder med Brødre)
Brødre er en dansk dokumentarfilm fra 1996 instrueret af Jørgen Vestergaard efter eget manuskript.

## Handling
Hans og Laurids Christensen bor i en gammel gård på Holmsland Klit mellem Ringkøbing Fjord og Vesterhavet. Familien har været strandfogeder i ni generationer, har dyrket den magre jord og fisket på havet og i fjorden. "Brødre" er et dokumentarisk billeddigt, der uden kommentarer eller dialog beskriver de to brødres stilfærdige og traditionsrige liv. Filmen er lavet i forbindelse med "Fjordfiskerne", også af Jørgen Vestergaard.